# フライパン

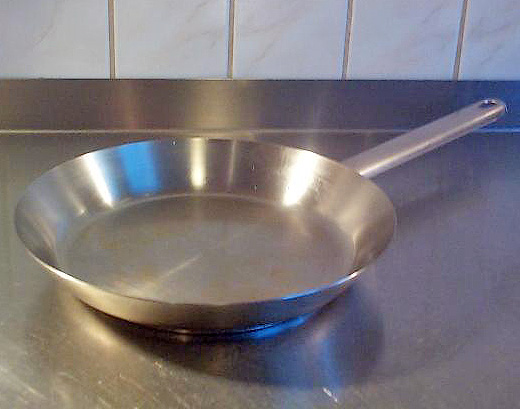
ステンレス製のフライパン

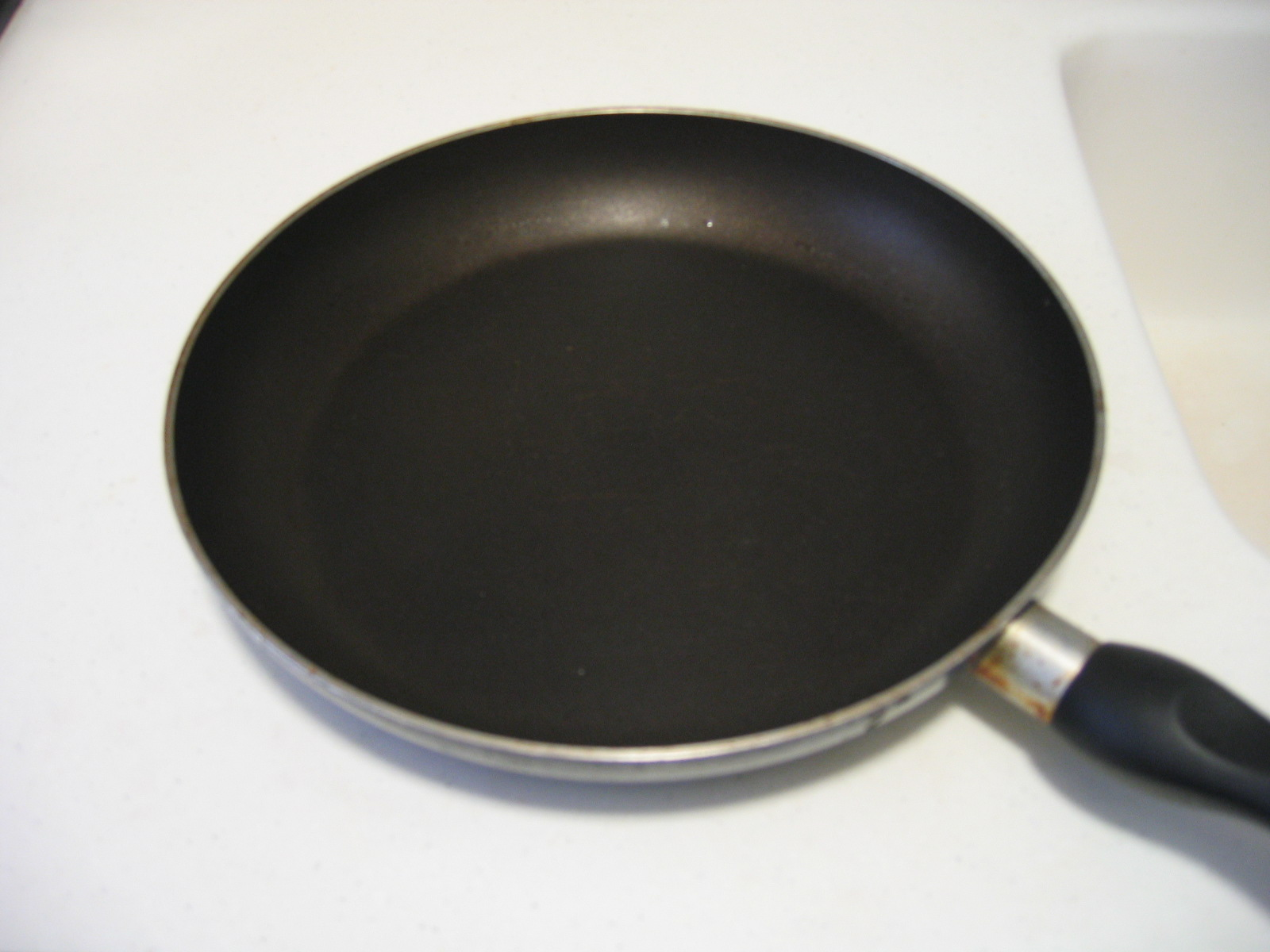
アルミ製でフッ素加工のフライパン

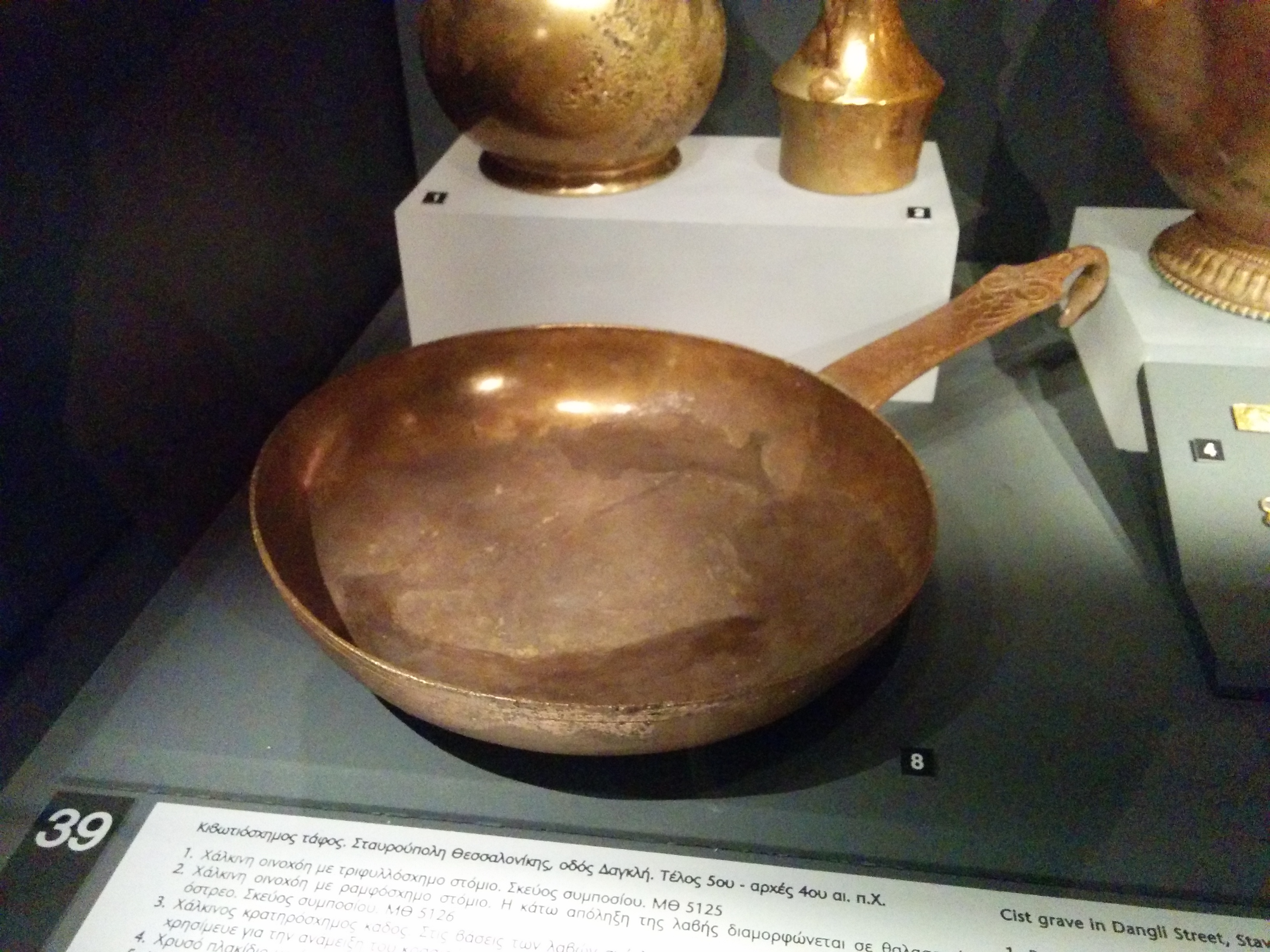
古代ギリシアの銅製フライパン（紀元前5世紀～紀元前4世紀頃）。ギリシア北部のテッサロニキ。

フライパン（英: frying pan、frypan）は、主に焼く・炒めるなどの調理法で用いる調理器具であり、片手鍋（クッキングパン）の一種。ある程度の深さがあれば、水やスープを入れて加熱し、煮物・茹で物料理にも使える。漢字表記では「揚焼鍋」とも。

## 概要
鍋類の中では比較的浅く径が大きい事が特徴。胴部が外側に傾斜している物が多い。元来は食用油を若干量入れて食材を炒める、焼くなどの用途に使われる。またアロゼ（油を少し多めに入れ、加熱しつつフライパンを傾けて油をスプーンですくっては食材に熱いシャワーのように何度もかけて上部からも同時に調理を進めるフランス料理のテクニック）するのにも使え、場合によっては食用油をかなり多めに入れて揚げるのに使うことも可能であり、また水を入れたり蓋をする事によって蒸し焼きに使うことも可能である。

### 種類
素材の種類は多く、鉄、ステンレス、アルミニウム、銅合金、琺瑯びきなどがある。さらに金属の表面にコーティングするフライパンが存在する。アルミ製のふっ素樹脂加工を施したフライパンには、ガス火専用タイプと電磁調理器（IH）対応タイプの2種類が存在する。熱源がIHの場合、ガス火専用フライパンでは加熱ができない（ただしオールメタル加熱方式IHはアルミ・銅を含め大抵の金属鍋を加熱可能）。また、素材自体の特徴を利用するものがあり、熱間圧延鋼板を使用したものは「黒皮鉄」などと呼ぶ。底が波打った四角いフライパンを「グリルパン」（grill pan）と呼ぶ。
なお鉄のフライパンは、使用時に金属臭（金気）が出るのを防ぐため使い始める際に油焼きの処理が行われることがある。
柄は片手鍋仕様が多く、金属や木材、耐熱樹脂が使用される。本体にネジ止めしたものがあるが、厚い鉄板をV字型に加工した上でリベットや溶接で固定する事もあり、またパイプ状の物を使用する事もある。洗浄乾燥収納の便のため、柄の取り外せるものも出回っている。柄の内部が空洞になっている場合、柄の根元に水や空気を抜くための小さな穴が開いている。

### 歴史
メソポタミア文明の遺跡から銅製のフライパンが出土している。

## 材質・製法

### 鉄
鉄フライパンは丈夫なため、古くから多用されてきた。食用油の油なじみも良い。非常に錆びやすいので、調理が終了したらすぐに洗い、熱を加えて水気をしっかり飛ばし乾燥させたり、長期保存する場合は食用油を引くなどの気遣いが必要である。現在では、電磁調理器で使えるというのも利点として挙げられる。
また最近は、錆び辛い素材である窒化鉄を使った商品も登場し、初心者でも使いやすくなっている。

### ステンレス
ステンレス製のフライパンは一般的に使われており、優れた耐食性も持ち、錆びづらく、お手入れが簡単なのがメリットである。一方で、ステンレス鋼は熱伝導があまりよくないので、アルミを挟み込んだ三層構造クラッド鋼などにして対策される。IH調理器用には、磁性のあるフェライト系や普通鋼と複合させた、ステンレスクラッド鋼が使われる。

### 銅
アルミニウムを上回る熱伝導率があり、熱容量も大きく、業務用鍋・フライパン材料として一定の需要がある。アルミニウム・鉄・SUSより密度が高く、振り回すには相応の腕力が要求される。

### アルミニウム
アルミニウム製のフライパンは軽くて熱伝導率が高いことが利点である。熱伝導率は鉄の約3倍あるため、鍋全体に均一に熱が伝わりやすい。「アルミニウム製」といっても表面をフッ素樹脂でコーティングしたものが一般的で家庭用に広く普及している。
フッ素加工をしていない「むき出し」のアルミニウム製のフライパンについても説明しておくと、油のなじみが悪く、酸によって腐食する。また熱容量が小さく、摩擦に弱いなど耐久性でも劣っている事から焦げ付きやすく、プロ用はAS3905/AS3905硬質アルミを使用して耐食・耐摩耗性を上げた製品がある。キャンプ用に軽さを重視したアルミ板をプレス加工した製品もある。鋳造によって肉厚に作ることで、熱容量の小ささと焦げ付きやすさを補う製品もある。素のアルミ合金は電磁調理器で加熱し辛いので、電磁調理器対応の為に鉄層やステンレス層などを設けた製品がある。

### チタン
主にアウトドア用途で軽いチタン製もあるが高価である。ともかく軽いことが長所で、アウトドア活動には好都合だが、薄い上に熱伝導率が鉄の約1/4しかなく低いため、熱が均一に広がらず、炎の当たった部分だけが局部的に加熱しその真上の部分の食材だけが焦げ付いてしまい、その一方で他の部分の食材はなかなか温まらず、つまり総合的に見て調理器具としてはかなり不都合なことが起きると言われがちだが、チタンの熱伝導率は17W/mK程度で、ステンレス鋼の15〜25W/mK、特にSUS303やSUS304は16.3W/mK程度と、同厚さでの伝熱性能では同等で、純SUSフライパン程度には実用に耐える。したがって値段差もあって、道具に特に軽量性が求められ、焚火などでありがちな高温度や不完全洗浄や未乾燥や砂水洗浄等のハードな運用に耐える耐熱・耐食・防錆性も重視される、ハードな登山・冒険以外ではあまり使われず、通常のアウトドア活動ならチタンを避けてアルミ製やステンレス製を選ぶことが一般的である。

### 陶磁器
土鍋をフライパン形状にした様な物で、マイナーではあるが一定の需要がある。素材的に金気が無い。薄肉強度に問題があり厚肉となりがちで比較的均等温度となり、比熱が高く蓄熱性保温性に優れる。鍋のまま食卓に出しても不自然ではない。衝撃には極めて弱い。

## 表面加工

### フッ素樹脂加工

#### 特徴
分子中にフッ素原子を含むフッ素樹脂には、摩擦係数が低く、耐熱性に優れ、燃えにくい性質がある。このフッ素樹脂でコーティングを施し焦げ付きや汚れを防止したものがフッ素樹脂加工である。
フッ素樹脂加工に利用されるフッ素樹脂には、ポリテトラフルオロエチレン（PTFE）やパーフルオロアルコキシアルカン（PFA）である。例えばデュポン社のテフロン（テフロン加工）はポリテトラフルオロエチレンを利用している。
フッ素樹脂加工のフライパンでは空焚きに注意する必要がある。ポリテトラフルオロエチレン（PTFE）やパーフルオロアルコキシアルカン（PFA）の使用上限温度は260℃で、350℃を超えると熱分解が起こり、有害な粒子状物質やガスが発生する危険がある。
また、フッ素樹脂は傷つきやすいため、金属製へらや研磨剤入りクレンザーなどの使用は避ける必要がある。

#### マーブルコート・ダイヤモンドコート
フッ素樹脂の耐久性を向上させるため、大理石の粒子を混ぜたマーブルコートや人工ダイヤモンドの粉末を混ぜたダイヤモンドコートのフライパンもある。

### エンボス加工
エンボス加工は表面に凹凸の加工を施した製品である。内面（上面）に施される場合も、外面（底面）に施される場合もある。

### 琺瑯
金気が無くなり、フッ素樹脂を上回る耐熱性がある。

### セラミックコート
金気が無くなり、フッ素樹脂を上回る耐熱性がある。一般に摩擦係数がフッ素樹脂加工に次いで低いコーティング材が選定使用されている。